# James Gunn’s PG Porn
James Gunn’s PG Porn ist eine Webserie der Brüder James Gunn, Brian Gunn und Sean Gunn. Es besteht aus einer Reihe von Pornofilmparodien,  bei denen kurz vor dem vermeintlichen Beginn der sexuellen Handlungen ein humorvolles Ereignis passiert. In jeder Episode agieren bekannte Schauspieler mit einer Pornodarstellerin. Das Motto der Serie lautet: „Für Leute, die alles an Pornographie lieben … außer den Sex.“
Die erste Folge wurde auf Spike.com uraufgeführt und erhielt mehr als eine Million Zugriffe in einer Woche. Spike TV übernahm daraufhin die Serie für weitere 11 Episoden.
Laut James entwickelten sie die Idee in den frühen 2000er Jahren, noch bevor kurze Internet-Sketche populär wurden. Stephen Blackehart von The Good Boys Productions produziert die Show mit Jake Zim und Peter Safran der Safran Digital Group (SDG) für Spike.com.
James Gunn war in der Kategorie für beste Regie bei den zweiten jährlichen Streamy Awards nominiert.

## Episoden
Regie führte bei allen Episoden James Gunn. Die Musik stammt von Tyler Bates.

### Episode 1: Nailing Your Wife
- Erscheinungsdatum: 8. Oktober 2008
- Autor: Brian Gunn
- Darsteller: Nathan Fillion als Chris, Aria Giovanni als Amber Grimes.

Info: Laut Aria Giovanni wurde hier ihr erster Kuss mit einem Mann in ihrer Karriere auf Video festgehalten. Nathan Fillion wurde 2012 als bester Gast-Star für den Streamy Award nominiert.

### Episode 2: Peanus
- Erscheinungsdatum: 18. Dezember 2008
- Autor: James Gunn
- Darsteller: Michael Rosenbaum als Charlie Brown, Belladonna als Lucy, Tiffany Shepis als Sally, Mackenzie Firgens als Violet, Sean Gunn als Peppermint Patty, Elisa Eliot als Marcy, James Gunn als Linus, Stephen Blackehart als Pig-Pen, Lee Kirk als Schroeder, Dr. Wesley Von Spears als Snoopy.

### Episode 3: A Very Peanus Christmas
- Erscheinungsdatum: 22. Dezember 2008
- Autor: James Gunn
- Darsteller: Michael Rosenbaum als Charlie Brown, Belladonna als Lucy, Tiffany Shepis als Sally, Mackenzie Firgens als Violet, Sean Gunn als Peppermint Patty, Elisa Eliot als Marcy, James Gunn als Linus, Stephen Blackehart als Pig-Pen, Lee Kirk als Schroeder, Michael Q. Schmidt als Charlie’s Mom, Dr. Wesley Von Spears als Snoopy.

### Episode 4: Roadside Ass-istance
- Erscheinungsdatum: 26. Januar 2009
- Autor: James Gunn
- Darsteller: James Gunn als Lance der Mechaniker, Sasha Grey als Tricia Scrotey.

### Episode 5: Squeal Happy Whores
- Erscheinungsdatum: 17. Februar 2009
- Autor: James Gunn, Terra Naomi
- Songs: Terra Naomi
- Darsteller: Jenna Haze als sie selbst, Joe Fria als Joey Bone, Peter Alton als Kameramann.

Diese Episode ist nicht auf Spike.com erschienen. Laut James Gunn war der Grund, dass „der Boss von Spike Network ausgerastet ist, äh, wegen des anstößigen Inhalts und nahm es von der Seite“. Diese Folge ist auf James Gunns Webseite zu sehen.

### Episode 6: Helpful Bus
- Erscheinungsdatum: 17. März 2009
- Autor: James Gunn
- Darsteller:  Sean Gunn als Jason, Bree Olson als Pretty Trashy, Craig Robinson als Havana Bob, Peter Alton als Cameraman, Mikaela Hoover als Julie, Marie Luv als Slutty Girl #1, Sarah Agor als Slutty Girl #2, Stephen Blackehart als Guido, Brian Gunn als Guy.

### Episode 7: High Poon
- Erscheinungsdatum: 22. April 2009
- Autor: Brian Gunn
- Darsteller:  Alan Tudyk, Belladonna, James Gunn, Ted Stryker.

### Episode 8: Genital Hospital
- Erscheinungsdatum: 23. Juli 2009
- Autor: Brian Gunn
- Darsteller: Sean Gunn als Bill Scrotey, Belladonna als Dr. Poonwater.